# Ponticola turani
A Ponticola turani a csontos halak (Osteichthyes) főosztályának a sugarasúszójú halak (Actinopterygii) osztályába, ezen belül a sügéralakúak (Perciformes) rendjébe, a gébfélék (Gobiidae) családjába és a Benthophilinae alcsaládjába tartozó faj.

## Előfordulása
A Ponticola turani ázsiai gébféle. Törökország endemikus hala. Csak az Antalya tartományhoz tartozó Aksu körzetben található meg.

## Megjelenése
Ez a hal általában 8,3 centiméter hosszú, de akár 8,8 centiméteresre is megnőhet. Hátúszóján 6-7 tüske van. Pofája 1,4-1,5-ször, míg a szemek közti rész 0,3-0,5-ször hosszabb, mint szemének az átmérője. Tarkóját teljes egészében nagy pikkelyek fedik.

## Életmódja
Ez az édesvízi hal, Törökország csak egyik forrásában található meg. Az élőhelye a tengertől 1,2 kilométer távolságban fekszik és 8 méterrel a tengerszint fölött helyezkedik el.